# Всеединство
Всееди́нство — внутреннее органическое единство бытия как универсума. Философский термин.
Идея всеединства была представлена во многих философских концепциях, начиная с древнегреческой натурфилософии.

## Русская философия
Всеединство является центральной идеей такого направления в русской философии как метафизика всеединства.
Основателем этого философского течения стал русский философ Владимир Сергеевич Соловьёв. Продолжателями его идей стали Сергей Трубецкой и Евгений Трубецкой, Сергей Булгаков, Павел Флоренский, Лев Карсавин, Семён Франк и некоторые другие.

#### Концепция всеединства В. Соловьёва
Идея всеединства выражает органическое единство мирового бытия, наличие взаимопроникновения составляющих его элементов при сохранении их индивидуальности. В онтологическом аспекте всеединство представляет нерасторжимое единение Творца и твари; в гносеологическом отношении всеединство выступает как «цельное знание», представляющее неразрывную взаимосвязь эмпирического (научного), рационального (философского) и мистического (религиозно-созерцательного) знания, достигаемого не только и не столько в результате познавательной деятельности, сколько верой и интуицией. В аксиологии всеединства центральное место занимает абсолютная ценность Истины, Добра и Красоты, соответствующих трём Ипостасям Божественной Троицы. Весь мир, как система, обусловлен всеединством, то есть Богом. Владимир Соловьёв определяет всеединство следующим образом: «Я называю истинным, или положительным, всеединством такое, в котором единое существует не за счёт всех или в ущерб им, а в пользу всех … истинное единство сохраняет и усиливает свои элементы, осуществляясь в них как полнота бытия».

#### Концепция всеединства С. Франка
Семён Франк является наследником и продолжателем философии всеединства Владимира Соловьёва. Как отмечают ряд современных исследователей, в частности И. Евлампиев, П. Гайденко, Н. Мотрошилова, Франк не только продолжил философскую традицию своего предшественника, но и усовершенствовал её, устранив некоторые противоречия. Одним из существенных противоречий философии всеединства Соловьёва было то, что несмотря на признававшееся единство мира, он всё же распадался на некое мистическое Абсолютное бытие и материальное, что давало основания ряду исследователей сравнивать дуализм Соловьёва с дуализмом платоновской картины мира. Пересматривая мистицизм Соловьёва, Франк находится в поисках иного объекта мистического философского познания (мыслитель не отрицал утверждение своего предшественника о мистическом характере истинного философского знания) и приходит к выводу, что им является не недосягаемый Абсолют, а окружающий человека реальный мир. Стремясь исправить недостаток Соловьёвского всеединства, Франк говорит о единственно существующем мире, отказываясь от его разделения, делая его истинно единым. Кроме того, Франк переосмысляет характер отношений человека как познающего и воспринимающего субъекта и окружающего его мира. Если Соловьёв, несмотря на его попытку отрицать дуализм мира, всё же говорил о том, что человек сначала должен ощутить единение с сущим, то есть с окружающим его миром, а уже затем познать бытие. Таким образом, в данной части вновь наблюдалось разделение между предметным миром и истинным бытием. Франк же говорит об объединении процессов познания мира и единения человека с ним. Это становится возможным благодаря концепции интуиции Франка, именуемой «живым знанием». Познающий субъект уже в процессе восприятия мира с помощью интуиции одновременно впускает его в своё сознание, что и способствует единению с бытием. Таким образом, одновременно осуществляется и опыт познания, и мистический опыт единства с сущим.

## Суть теории
Главной темой теории всеединства является то, что всё население имеет родство между собой. Такая теория произошла из религиозных убеждений, так как Библия гласит о происхождении мира сего от Адама и Евы. Следовательно, если отталкиваться от этого, можно сказать, что всё население друг другу братья и сестры.

### Первоисточники
- В. С. Соловьёв «Оправдание Добра», «Чтения о Богочеловечестве», «Критика отвлечённых начал», «Теоретическая философия», «Основы цельного знания», «Смысл любви», «Три разговора»
- С. Н. Трубецкой «Учение о Логосе в его истории», «Основания идеализма»
- Е. Н. Трубецкой «Миросозерцание Владимира Соловьёва», «Смысл жизни»;
- С. Н. Булгаков «Философия хозяйства», «Свет невечерний», «Агнец Божий», «Невеста Агнца», «Утешитель»;
- П. А. Флоренский «Столп и утверждение истины»;
- Л. П. Карсавин «Поэма о смерти», «О личности»;
- С. Л. Франк «Непостижимое», «Предмет знания».

### Исследования
- Акулинин В. Н. Философия всеединства. От В. С. Соловьёва к П. А. Флоренскому. Новосибирск: Наука, 1990. ISBN 5-02-029602-3
- Лосев А. Ф. Владимир Соловьёв и его время. М., Молодая гвардия, 2000. ISBN 5-235-02350-1
- Лосский Н. О. История русской философии. М., 1991; 2000; 2011.
- Кулизаде З. А. О философской концепции всеединства в свете современной науки., Б. 2009.
- Моисеев В. И. Логика всеединства. М., ПЕР СЭ. 2002, ISBN 5-9292-0038-6

### Справочно-энциклопедические источники
- Философский энциклопедический словарь. — М.: Советская энциклопедия, 1983. — С. 95. — 840 с.
- А. Т. Казарян. ВСЕЕДИНСТВО // Православная энциклопедия. — М., 2005. — Т. IX : Владимирская икона Божией Матери — Второе пришествие. — С. 560-565. — 752 с. — 39 000 экз. — ISBN 5-89572-015-3.